# どさんこワイド朝
『どさんこワイド朝』（どさんこワイドあさ）は、2011年3月28日より札幌テレビ放送で放送されている北海道ローカルの平日朝枠の情報ワイド番組である。本記事では『ZIP!』の北海道ローカル枠（『どさんこワイド朝inZIP!』→『ZIP!北海道』）についても取り扱う。
新聞の番組表上では後続の情報番組『ZIP!』とのオムニバス形式扱いとされているが、EPG上では本番組と『ZIP!』はそれぞれ単独番組扱いとなっている。

## 概要
1990年4月2日から21年間放送されてきた『朝6生ワイド』の後継番組および夕方に放送の『どさんこワイド』の姉妹番組として開始。タイトルロゴのフォーマットは夕方の『どさんこワイド』と共通している。
番組タイトルは当初かつて日本テレビ系列で放送された『ズームイン!!朝!』をイメージした「どさんこワイド!!朝!」となっていたが、2016年10月のどさんこワイドのロゴリニューアルに伴い感嘆符を外した形に改題されている。

## 主な出来事
2024年10月1日より開始時間を20分繰り下げて5:20 - 6:54の放送となり、5:00 - 5:20は『Oha!4 NEWS LIVE』第1部の部分ネットに切り替えられた。一方で『ZIP!』のうち7:40頃 - 7:55の内容をSTV発に差し替え、『ZIP!北海道』として北海道ローカル枠を拡張、この時間帯についても当番組のMCが引き続き担当する。

## 放送時間と構成
2011年3月28日の放送開始以来、『ZIP!』の番組構成変更や放送時間拡大などを受けて当番組の放送時間も多少の変更が行われている。
- 2025年4月現在 - 月曜日から金曜日 5:00 - 5:58・6:06 - 6:54[注 3]
  - 2024年10月1日以降、日本テレビ系列で放送される『ZIP!』[注 4] については、5:58 - 6:06・6:54 - 7:40頃[注 5]・7:55 - 9:00の部分同時ネット[注 6]。

番組編成上の放送時間は5:00から6:54までとされているが、6:54に『ZIP!』のオープニングが放送されることはなく、飛び降りの直前に7時台『ZIP!』特集の告知と『ZIP!北海道』の紹介（ともに画面下テロップでも表示）などを行うことで当番組の事実上のエンディングとしている。なお、『ZIP!』の放送時間拡大以前（8:00終了当時）は、スタジオのアナウンサーとパーソナリティーが揃って「今日も、良い一日を!（金曜日は「良い週末を!」）」と挨拶してから飛び乗りネット復帰していた。
新聞の番組表では実際の放送内容を反映し、当番組は『ZIP!』を内含した4時間のオムニバスワイド番組として扱い『どさんこワイド朝▽ZIP!』と表記されている。
なお、『ZIP!』と時間帯が重なる部分にSTVからの企画、中継がある場合は裏送りで参加。
2020年4月22日から7月3日にかけては2019新型コロナウイルス感染拡大防止のため放送時間を縮小、2020年4月22日 - 24日・6月22日 - 7月3日は5:30、4月27日 - 6月19日は5:50からの開始となった。また、6月26日まで週前半に藤井・西尾と後半に大家・工藤の2組でスタジオMCを分担した。

## 出演者
特記以外は当時のSTVアナウンサー。
総合司会（メインキャスター）
- 藤井孝太郎（2020年3月30日 - ）
- 西尾優希（2025年1月6日 - ）（2018年10月8日 - 2022年9月30日、天気も担当していた。）※2019年3月までは裏のSTVラジオ『オハヨー!ほっかいどう』と週替わりで出演。

キャスター
- 野見山大（2025年1月6日 - ）
- 佐々木美波（2025年3月31日 - ）
- 久保明日香（2022年10月3日 - 、天気も担当）

パーソナリティー
- 月曜：番組内容により3人のうちのいずれかが出演する。
  - 白井一幸（2018年4月2日 - 元北海道日本ハムファイターズ、野球解説者）
  - 折茂武彦（2024年4月8日 - レバンガ北海道代表取締役社長[3][注 7]・元選手）
  - 大森健作（2018年4月6日 - 元コンサドーレ札幌、サッカー解説者、2024年9月27日まで金曜日を担当）
- 火曜・水曜：五味宏（2018年10月4日 - STV制作スポーツ局制作部担当部長・報道局解説委員室委員。元NNNモスクワ支局長、同ベルリン支局長[注 8]）
- 木曜・金曜：急式裕美（2024年10月3日 - STV報道局解説委員室委員・元STVアナウンサー）

お天気キャスター
- 増山純也（2025年3月31日 - ）

### 過去の主な出演者
メインキャスター
- 松下ゆきこ（番組開始 - 2014年3月28日。スポーツキャスター兼任）
- 熊谷明美（番組開始 - 2016年3月25日。エンタ・お天気キャスター兼任）
- 明石英一郎（番組開始 - 2018年3月30日）
- 小出朗（2018年4月5日 - 2020年3月27日）
- 大家彩香（2014年3月31日 - 2024年12月27日）※2024年9月30日でSTVを退社、10月1日からはフリー

サブキャスター
- 大慈弥レイ（2016年3月28日 - 2017年9月29日、木・金）
- 小山悠里（2015年3月30日 - 2018年3月28日、月 - 水）
  - 就任前週まで裏のSTVラジオ『オハヨー!ほっかいどう』を担当。
- 小笠原舞子（2017年10月2日 - 2019年3月 お天気キャスター兼任）
  - 2018年3月30日までは木・金担当のサブキャスター
  - 就任前週のまで裏のSTVラジオ『オハヨー!ほっかいどう』を担当。
- 北本隆雄（2018年4月2日 - 2019年3月 スポーツキャスター兼任）
- 久保朱莉（2018年10月1日 - 2019年10月）
  - 2019年3月までは裏のSTVラジオ『オハヨー!ほっかいどう』と週替わりで出演。
- 工藤聖太（2019年4月1日 - 2021年10月1日）
- 佐藤宏樹（2019年4月1日 - 2024年12月27日）
- 岡田和樹（2021年10月11日 - 2025年3月28日）

生中継キャスター
- 八木菜摘（番組開始 - 2012年3月30日、月 - 水）

スポーツキャスター
- 小出朗（2012年4月5日 - 2018年3月30日）
- 神谷誠（月 - 水）（ - 2016年3月30日）

お天気キャスター
- 益山美保（木 - 金、日本気象協会職員･気象予報士）2013年4月 - 2014年9月
- 国田博之（日本気象協会職員・気象予報士）
- 児玉晃（月・火、日本気象協会職員･気象予報士）
- 森和也（水 - 金、日本気象協会職員・気象予報士）
- 青山竜（2019年4月 - 2022年3月）
- 櫻庭章彦（2019年10月 - 2023年3月、気象予報士・防災士） - 青山が休演する日のみ出演。
- 光岡香洋（2022年4月 - 2025年3月28日）

パーソナリティー
- 原田哲哉（2018年4月5日 - 2018年9月27日、木。元読売新聞記者。当時はSTV取締役 コンプライアンス推進室補佐・編成局補佐・報道局 解説委員室解説員）
- 木村洋二（2018年4月4日 - 2019年3月27日、水。当時はSTV編成局 専任局長・アナウンサー）
- 浅野一弘（2018年4月3日 - 2020年3月25日、火・水。札幌大学法学部教授）
- 佐々木淑子（2020年3月31日 - 2024年9月26日、木。 草野河畔林トラスト財団理事、前北海道文教大学附属高等学校校長[注 9]）